# Adja Satú Camará
Pour les articles homonymes, voir Camará.
Adja Satú Camará Pinto est une femme politique bissaoguinéenne. Administratrice dans le secteur de la santé et politicienne chevronnée du PAIGC, elle est députée à l'Assemblée nationale populaire entre 1977 et 2008. Elle est ministre de l'Intérieur de 2009 à 2010. En 2016, elle quitte le PAIGC, et rejoint le Madem G15 en 2018. En 2019, elle est élue deuxième vice-présidente de l'Assemblée nationale populaire. En 2020, elle est nommée quatrième vice-présidente de la Communauté économique des États de l'Afrique de l'Ouest (CEDEAO).

## Biographie
Adja Satú Camará est née en 1948 à N'Tuhana, un quartier de Buba, dans la région de Quinara. Elle est la fille de Mamadú Camará et Mariama Sambú. Elle rejoint le Parti africain pour l'indépendance de la Guinée et du Cap-Vert (PAIGC) en 1962 et participe à la guerre d'indépendance de la Guinée-Bissau. En 1964, elle entreprend une formation militaire au Ghana et, en 1965, une formation d'infirmière auxiliaire de combat en Union soviétique. Après divers postes dans l'administration de la santé, Camará est nommée directrice des services de santé de l'hôpital de Bafatá après l'indépendance.
S'orientant vers la politique, Adja Satú Camará devient députée à l'Assemblée nationale populaire en 1977. Elle est également gouverneure de la région de Bafatá de 1985 à 1990, de la région de Cacheu de 1990 à 1995 et de la région de Gabú de 1997 à 1999. Elle conserve son siège à l'Assemblée nationale populaire lors des élections législatives de 1994, premières élections législatives multipartites, et est réélue en 1999 et 2004. De 1999 à 2006, elle est coordinatrice nationale de l'Union démocratique des femmes de Guinée (UDEMU), l'aile féminine du PAIGC, remplacée par Eva Gomes. Elle est vice-présidente du PAIGC de 2003 à 2007 et membre du Conseil d'État en 2004.
Adja Satú Camará Pinto est ministre de l'Intérieur de 2009 à 2010. Elle est ensuite nommée chef de cabinet du président de la République en 2010.
En 2019, elle est nommée deuxième vice-présidente de l'Assemblée nationale populaire, et l'année suivante, quatrième vice-présidente du Parlement de la Communauté économique des États de l'Afrique de l'Ouest (CEDEAO).